# Warrior Dub
Warrior Dub – dwudziesty album studyjny Michaela Rose’a, jamajskiego wykonawcy muzyki reggae.
Płyta została wydana w roku 2007 przez holenderską wytwórnię M Records. Znalazły się na niej zdubowane wersje piosenek z poprzedniego albumu artysty, Warrior. Miksu utworów dokonał w Twilight Studio w Nijmegen Ryan Moore; on też zajął się produkcją całości.

## Lista utworów
1. "Warrior Dub"
2. "Zion Dub"
3. "Freedom Dub"
4. "Youth Dub"
5. "Them A Dub"
6. "Longtime Dub"
7. "Solid Dub"
8. "Danger Dub"
9. "Stepping Dub"
10. "Nature Dub"
11. "Nature Dub (Reprise)"